# 1270 Датура
1270 Датура (1270 Datura) — астероїд головного поясу, відкритий 17 грудня 1930 року.
Тіссеранів параметр щодо Юпітера — 3,604.